# Guy Savoy
Guy Savoy (Nevers, 24 de julio de 1953) es un chef francés. Desde 2002, el Restaurant Guy Savoy, situado en 11 quai de Conti, en el 6º distrito de París, goza de dos estrellas en la guía Michelin.

## Biografía
En 1955, sus padres se instalaron en Bourgoin-Jallieu, una ciudad del Isère, donde su padre era jardinero y su madre tenía un pequeño bar que transformó en restaurante. Después de tres años de aprendizaje con los hermanos Troisgros y varias experiencias en prestigiosos restaurantes, abrió su propio restaurante en la calle Duret de París en 1980, para el que consiguió dos estrellas Michelin en 1985.
En 2002 obtuvo una tercera estrella. En 2017, 2018, 2019 y 2020, La Liste nombró a su restaurante situado en 11 quai de Conti «Mejor restaurante del mundo».
Está casado con Danielle Savoy y tiene dos hijos: Caroline (nacida el 21 de enero de 1978) y Franck (nacido el 4 de junio de 1979). 
Gordon Ramsay, formado por Guy Savoy, le describe como su mentor culinario.
En 2007, prestó su voz al personaje de Horst en Ratatouille (versión francesa), una película del estudio de animación Pixar, que salió en agosto de 2007.
Es administrador de la Mission Française du Patrimoine & des Cultures Alimentaires, que apoyó con éxito la candidatura para la inscripción de la comida gastronómica de los franceses en la Lista Representativa del Patrimonio Cultural Inmaterial de la Unesco.
En 2017 y 2018, fue miembro del jurado mundial del Prix Versailles.

## Restaurantes
Principales restaurantes
- Restaurant Guy Savoy – 11 quai de Conti, 6º distrito de París (Francia)
- Restaurant Guy Savoy – Caesars Palace, Las Vegas (Estados Unidos)

Otros
- Restaurante asador Atelier Maître Albert – 5º distrito de París (Francia)
- Restaurante Supu Ramen – 6º distrito de París (Francia)
- Restaurante Le Chiberta – 8º distrito de París (Francia)

## Premios
Guy Savoy recibió la Legión de Honor en 2008.
En 2018, ganó el Prix du Rayonnement Gastronomique francés.
El Restaurant Guy Savoy de París obtuvo tres estrellas de la guía Michelin en 2002.
En 2020 fue nombrado por cuarto año consecutivo «Mejor restaurante del mundo» por La Liste. Tiene cinco gorros de cocinero en la Guía Gault-Millau, tres platos en la Guía Pudlowski y está clasificado en las «Mejores mesas de París» en la Guía Lebey.
El Restaurant Guy Savoy de Las Vegas goza de dos estrellas Michelin, el AAA Five Diamond Award, el Forbes Five Star Award y el Wine Spectator Grand Award.